# Командування сил флоту США

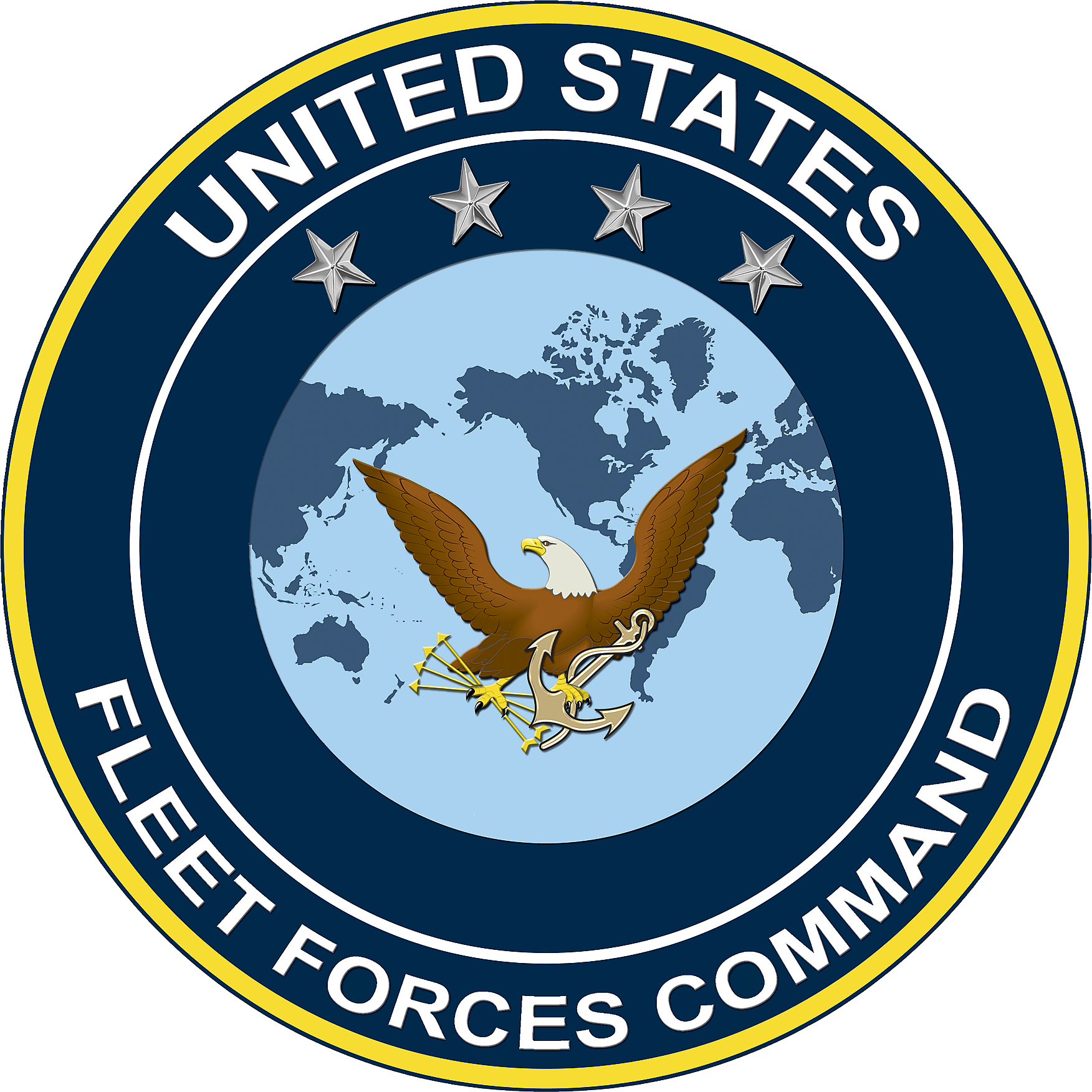
Емблема командування сил флоту США

Кома́ндування сил флóту США (англ. US Fleet Forces Command), колишній Атлантичний флот США (скорочено англ. USLANTFLT) — адміністративно-стратегічна одиниця ВМС США, яка об'єднує з'єднання і підрозділи військово-морського флоту, корпуса морської піхоти і військово-морської авіації 2-го, 4-го і 6-го оперативних флотів ВМС США.
Атлантичний флот був організований приблизно одночасно з Тихоокеанським флотом ВМС США в 1906 р. за ініціативою президента США Теодора Рузвельта.
У 1922 році був реорганізований в Розвідувальний флот, частину Військово-морського флоту США. У 1941 р. знов отримав статус флота і колишню назву, при цьому ранг командувача Атлантичним флотом підвищився з контр-адмірала до повного адмірала.
З 1947 по 1985 рр. командувач флотом іменувався головкомандувачем (скорочено англ. CINCLANTFLT), поєднуючи посаду останнього з посадою головнокомандувачем збройними силами США в зоні Атлантичного океану і одночасно головнокомандувачем ЗС НАТО на Атлантиці. З 1986 р. став виконувати лише обов'язки заступника головнокомандувача збройними силами США в Атлантичній зоні.
У жовтні 2001 р. головкомандувач Атлантичним флотом був призначений Керівником військово-морськими операціями за сумісництвом командувачем тільки що створеним командуванням сил флоту (англ. FFC - Fleet Forces Command). З жовтня 2002, із скасуванням за ініціативою міністра оборони США титулу головкомандувача в збройних силах, ранг головнокомандувача Атлантичним флотом був знижений до просто командувача.
У травні 2006 р. посада командувача Атлантичним флотом була трансформована в посаду командувача силами флоту США (скор. англ. COMUSFLTFORCOM), що спричинило розширення повноважень колишнього командувача Атлантичним флотом.
З 29 вересня 2007 р. обов'язки командувача силами флоту США виконує адмірал Джонатан В. Грінерт (англ. Jonathan W. Greenert).